# 比天空更宽广
《比天空更宽广》（Wider than the Sky: The Phenomenal Gift of Consciousness）是神经科学家杰拉尔德·埃德尔曼撰写的一本关于神经科学的英文书。耶鲁大学出版社于2004年出版了该书。书中包括词汇表、书目注释和索引。标题暗指艾米莉·狄金森大约在1862年写的一首英文诗。诗中，狄金森将大脑描述为“比天空更宽广”，“比海洋更深邃”，“就是上帝的重量”。
在前言（第xiii页）中，埃德尔曼这样描述了该书的目的：
 对意识的科学分析必须回答以下问题：神经元的放电是如何引起主观感觉、思想和情绪的？对某些人来说，这两个领域截然不同，无法调和。科学解释必须提供这些领域之间联系的因果关系，从而能根据一个领域的事件来理解另一个领域中的属性。这就是我在这本小书中给自己设定的任务。（A scientific analysis of consciousness must answer the question: How can the firings of neurons give rise to subjective sensations, thoughts, and emotions? To some, the two domains are so disparate as to be irreconcilable. A scientific explanation must provide a causal account of the connection between these domains so that properties in one domain may be understood in terms of events in the other. This is the task I have set myself in this small book.）
该书的内容类似于埃德尔曼在2000年与人合著的书——《意识的宇宙：物质如何变为想象》。这两本书都提出了神经元群选择理论，又称神经达尔文主义。这两本书都区分了初级意识和高级意识。

## 评论
- 迈克尔·舍默.  [生物学中未解决的主要问题]. 科学美国人. 2004年3月, 290 (3): 103－105. Bibcode:2004SciAm.290c.103S. doi:10.1038/scientificamerican0304-103 （英语）.
- David L. Wilson.  [比天空更宽广：意识的非凡礼物]. 生物学评论季刊（英语：Quarterly Review of Biology）. 2005年12月, 80 (4): 501. doi:10.1086/501314 （英语）.
- Steven Laureys.  [比天空更宽广：意识的非凡礼物]. 新英格兰医学杂志. 2005-04-21, 352 (16): s1728. doi:10.1056/NEJM200504213521626 （英语）.
- Susan Blackmore.  [半秒停止作恶]. 泰晤士高等教育. 2004-10-01, (1660): 26 （英语）.